# Родин, Владимир Васильевич
Владимир Васильевич Родин (род. 18 сентября 1940, Дмитров) — советский и российский актёр, исполнитель ролей в опереттах. Народный артист Российской Федерации (2002). Солист Московского театра оперетты.

## Биография
Владимир Родин родился в 1940 году городе Дмитров Московской области.
В 1971 году завершил обучение в Государственном музыкально-педагогическом институте имени Гнесиных. На четвёртом курсе обучения, в 1970 году, Родин был принят в труппу Московского театра оперетты, где продолжает служить до настоящего времени. Одной из первых ролей Владимира Васильевича была роль князя Орловского в «Летучей мыши» Иоганна Штрауса и Распутина в «Белой ночи» Тихона Хренникова.
В 2002 году Указом Президента Российской Федерации был удостоен звание «Народный артист Российской Федерации». В 2010 со стороны правительства города Москвы была выражена благодарность за многолетнюю плодотворную работу, большой личный вклад в развитие театрально-музыкального искусства и в связи с 70-летием со дня рождения.
В настоящее время занят в постановках «Grand канкан» и в дуэте из оперетты «Конкурс красоты».
Проживает в Москве.

## Награды и звания
- 1993 — Заслуженный артист Российской Федерации[5].
- 2002 — Народный артист Российской Федерации[2].
- 2010 — Благодарность Правительства города Москвы.

## Роли
- 1970 — Распутин — «Белая ночь» Т. Хренникова;
- 1971 — Юрий Токмаков — «Девичий переполох» Ю. Милютина;
- 1974 — Орловский — «Летучая мышь» И. Штрауса;
- 1982 — Эдвин — «Королева чардаша» И. Кальмана;
- 1983 — Мидас — «Прекрасная Галатея» Ф. Зуппе;
- 1985 — Депрео — «Катрин» А. Кремера;
- 1986 — Рене — «Граф Люксембург» Ф. Легара;
- 1991 — Майкл — «Джулия Ламберт» А. Кремера;
- 1992 — Сэр Трелони — «Сокровища капитана Флинта» Б. Савельева;
- 1997 — Альбафьоритта — «Мирандолина» В. Сидорова;
- 1998 — Кутайсов — «Холопка» Н. Стрельникова;
- 1999 — Сэр Реджинальд Фрошибер — «Джейн» А. Кремера.

### Роли в кино
- 1985 — «Вас приглашает оперетта» — Эдвин («Королева чардаша», Имре Кальман);